# Кемптер, Майкл
Майкл Трибако Кемптер (нем. Michael Tribaco Kempter; 12 января 1995, Шлирен, Швейцария) — филиппинский футболист швейцарского происхождения, левый защитник клуба «Грассхоппер» и национальной сборной.

## Клубная карьера
Футболом начал заниматься в академии клуба «Рудольфштеттен», позднее перейдя в молодёжную команду «Цюриха». 6 августа 2015 года включён в заявку на ответный матч квалификации Лиги Европы с минским «Динамо». 9 августа включён в заявку на гостевой матч Суперлиги с «Санкт-Галленом». Впервые за клуб дебютировал 24 апреля 2016 года в гостевом матче с «Янг Бойз», заменив на 81-й минуте Винисиуса Фейтаса. Впервые в стартовом составе вышел 1 мая в гостевом матче с «Туном». В Кубке Швейцарии дебютировал 13 августа в гостевом матче с «Ла-Шо-де-Фоном», заменив на 72-й минуте Марко Шёнбэхлера. По итогам сезона 2015/16 «Цюрих» опустился в Челлендж-лигу, Кемптер получил больше игрового времени. 10 апреля 2017 года в гостевом матче с «Ле-Моном» забил свой первый гол в профессиональной карьере, доведя счёт до разгромных 0:5 (матч закончился со счётом 2:5). Несмотря на полученное в апреле повреждение, из-за чего игроку пришлось пропустить шесть матчей чемпионата, Кемптер закончил сезон на хорошей ноте, отдав по голевой передаче в двух заключительных матчах турнира. Всего за сезон за «Цюрих» Кемптер отыграл 12 матчей, в которых забил гол и отдал две голевые передачи; по системе гол+пас сезон 2016/17 стал лучшим в карьере футболиста. По итогам сезона клуб вернулся в элиту швейцарского футбола, и Кемптер мог бы претендовать на место в основе, но в июне 2017 года защитник перенёс разрыв крестовых связок, из-за чего восстанавливался до марта 2018 года. Спустя всего месяц футболист снова порвал кресты, поэтому ему пришлось перенести операцию, восстановление от которой заняло остаток сезона 2017/18 и весь сезон 2018/19. Впервые, после травмы и операции, на поле появился 25 января 2020 года в домашнем матче с «Люцерном». Последним голевым действием за клуб отметился 4 июля в домашнем матче с «Серветтом», отдав голевую передачу на завершающий гол Кевина Рюгга (2:0). В августе 2020 года клуб отказался продлевать контракт с футболистом.
15 сентября 2020 года Кемптер подписал однолетний контракт с клубом Челлендж-лиги «Ксамаксом». За клуб дебютировал 19 сентября в гостевом матче с «Кринсом», выйдя в стартовом составе. На протяжении сезона пропустил 6 матчей из-за различных травм. Впервые с сезона 2013/14, когда Кемптер отыграл 6 матчей за «Цюрих II» в Промоушен-лиге, футболист не отличился ни одним результативным действием. Также он повторил свой антирекорд по количеству жёлтых карточек в сезоне, получив пять «горчичников».
12 июля 2021 года подписал двухлетний контракт с клубом Суперлиги «Санкт-Галленом». За клуб дебютировал 24 июля в гостевом матче с «Лозанной», выйдя в стартовом составе. 28 августа в домашнем матче с «Цюрихом» забил свой первый гол за клуб, выведя команду вперёд (3:3). 20 из 36 матчей сезона пропустил из-за очередной травмы связок. Также из-за травм пропустил первую половину сезона 2022/23.
18 июня 2023 года на правах свободного агента перешёл в клуб «Грассхоппер», подписав двухлетний контракт. Дебютировал 22 июля в домашнем матче с «Серветтом», выйдя в стартовом составе.

## Карьера в сборной
Кемптер родился в семье швейцарца и филиппинки родом из Пасая, поэтому был волен выбирать между сборными Швейцарии и Филиппин.
16 апреля 2014 года в домашнем товарищеском матче со сборной Италии (до 19) дебютировал за сборную Швейцарии (до 19), выйдя в стартовом составе. Всего за команду проведёт три матча. 30 мая в домашнем матче со сборной Кипра (до 19) на 78-й минуте получил вторую жёлтую карточку — первую и единственную в карьере.
4 сентября 2014 года в гостевом матче со сборной Польши (до 20) дебютировал за сборную Швейцарии (до 20), заменив на 75-й минуте Марко Талера. 23 марта 2016 года в гостевом матче со сборной Германии (до 20) впервые вышел в стартовом составе.
В июне 2019 года получил свой первый вызов в сборную Филиппин на товарищеский матч со сборной Китая. За сборную дебютировал 7 июня 2021 года в гостевом матче в рамках отбора к Чемпионату мира со сборной Китая, выйдя в стартовом составе. На 14-й минуте во время борьбы получил удар локтём в нос от Танга Мяо, из-за чего был вынужден уйти на замену Мартину Штойбле. Китайский футболист никак не был наказан, что вызвало недовольство тренера филиппинцев Скотта Купера. В перерыве он столкнулся с главным судьёй Ким Хи-гоном, который якобы заявил, что Кемптер «сломал себе нос сам».